# Zespół Szkół Łączności im. Obrońców Poczty Polskiej w Gdańsku
Zespół Szkół Łączności im. Obrońców Poczty Polskiej (ZSŁ) – szkoła średnia powstała w 1951 r., prowadzona obecnie przez Gminę Miasta Gdańsk. Siedziba placówki mieści się w Gdańsku przy ulicy Podwale Staromiejskie 51/52 – część laboratoriów technikum ulokowana jest w historycznym budynku Poczty Polskiej, w miejscu obrony przed hitlerowskim atakiem 1 września 1939 r.

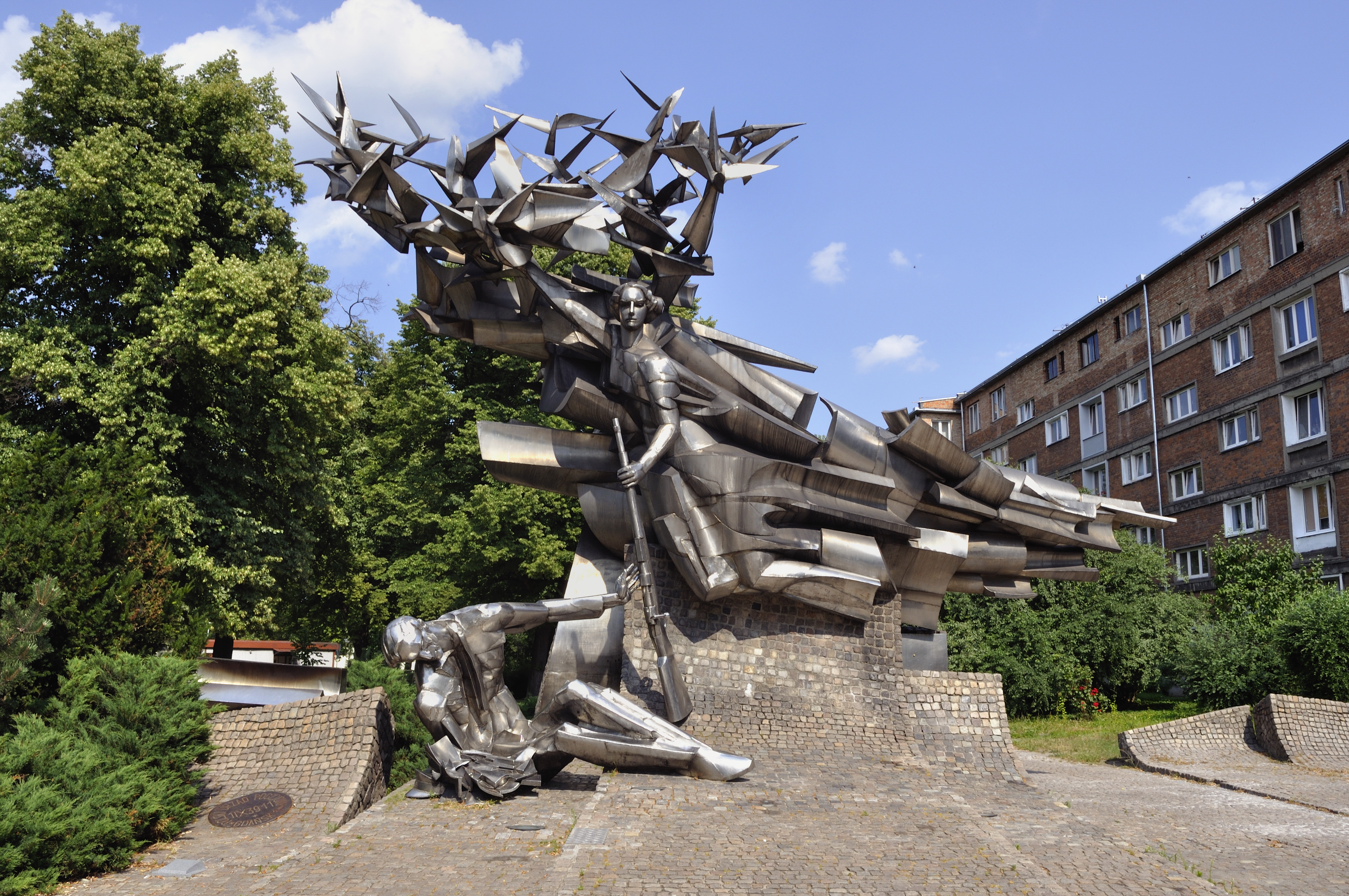
Pomnik Obrońców Poczty Polskiej w Gdańsku – patrona szkoły

W skład ZSŁ wchodzi obecnie Technikum nr 4 (Technikum Łączności). Szkoła kształci w sześciu zawodach: technik informatyk, technik programista, technik automatyk, technik elektronik, technik robotyk oraz technik teleinformatyk. Od wielu lat gdańskie technikum utrzymuje się w czołówce w rankingach polskich szkół technicznych (w 2024 – 21. w ogólnopolskim rankingu techników czasopisma „Perspektywy”), m.in. dzięki współpracy z trójmiejskimi uczelniami – Politechniką Gdańską i Uniwersytetem Morskim w Gdyni, a także dzięki kontaktom z lokalnymi przedsiębiorstwami, takimi jak: Sprint, Satel, Telkom-Telmor, Slican, Simex, DGT i wiele innych.

## Historia

### Początki
Technikum Telekomunikacyjne w Gdańsku zostało powołane do życia w czerwcu 1951 r. przez Ministra Poczty i Telegrafów. Ministerstwo Poczty i Telekomunikacji postanowiło, że młodzież będzie się uczyła w miejscu bohaterskiej obrony Poczty Polskiej. Organizację placówki powierzono przybyłemu z Gliwic inżynierowi, Stanisławowi Kobusowi, który przez dwa lata pracował nad stworzeniem szkoły technicznej. Pierwsze zajęcia odbywały się w spartańskich warunkach, jednak z czasem oddano na potrzeby szkoły wyremontowany budynek przedwojennej Poczty Polskiej. Dzięki staraniom dyrektora Kobusa technikum zostało wyposażone w potrzebne pomoce naukowe, a nauczaniem zajęła się wysoko wykwalifikowana kadra nauczycielska. W 1953 r. funkcję dyrektora objął Bernard Kopciewicz. W szkole funkcjonowało już wtedy 13 klas. Kiedy w 1954 r. stanowisko przejął Mieczysław Kocięcki, liczba klas podwoiła się. Pięć lat później, w styczniu 1959 r., rozpoczęto zajęcia w nowym szkolnym gmachu przy ul. Podwale Staromiejskie 52. W tym roku szkoła otrzymała nazwę Technikum Łączności im. Obrońców Poczty Polskiej w Gdańsku i kształciła w popularnych dziedzinach, takich jak: telewizja, telekomutacja, maszyny matematyczne czy elektronika.

### Rozkwit
W 1974 r. funkcję dyrektora szkoły objął (po rocznej kadencji Wiesława Lewandowskiego) Emir Chazbijewicz, który dążył do zmodernizowania nauczania zawodowego. Ograniczył specjalności do dwóch: telekomunikacyjnej w zakresie teletransmisji i telekomutacji oraz elektroniki ze specjalizacją radiotechnika i telewizja. Dzięki tym zabiegom Technikum Łączności było w latach 70. nowoczesną szkołą zawodową, przodującą wśród innych trójmiejskich placówek. Emir Chazbijewicz zawarł umowy z gdańskimi zakładami pracy, dzięki czemu uczniowie odbywali praktyki i zajęcia warsztatowe w znanych lokalnych firmach: „Unimor”, „Radmor”, „Telkom-Telmor”. W 1988 r. funkcję dyrektora naczelnego przejął wieloletni wicedyrektor szkoły, mgr inż. Józef Czekaj, który pełnił swoje obowiązki dwa lata, zachowując dotychczasową politykę szkoły.

### Lata przełomu
Lata 90. przyniosły szereg zmian – był to czas radykalnych reform, wynikających m.in. z przeobrażeń ustrojowych. W nowy etap historii wprowadził Zespół Szkół Łączności kolejny dyrektor, Jerzy Kowalczyk. Rozpoczął swoją kadencję od zniesienia obowiązku noszenia mundurów, dokonał gruntownej przebudowy budynków należących do szkoły, rozpoczął m.in. komputeryzację szkoły i zmiany kadrowe oraz wprowadził nowe specjalności: systemy komputerowe i teleinformatykę.
Na okres kadencji kolejnego dyrektora szkoły, Bogusława Szumichory, przypadł Jubileusz 50-lecia Technikum Łączności. Była to uroczystość zamykająca istnienie szkoły w dotychczasowej postaci i otwierająca nowy rozdział w historii Zespołu Szkół Łączności. W 2000 roku dokonano ostatniego naboru uczniów do technikum pięcioletniego – był to efekt wprowadzanej w życie reformy oświaty. Zgodnie z jej wymaganiami, dyrektor skoncentrował się na reorganizacji szkoły. Zmierzał do pełnego wykorzystania w nowym systemie doskonałej bazy technicznej szkoły oraz kwalifikacji nauczycieli.

### Szkoła dziś

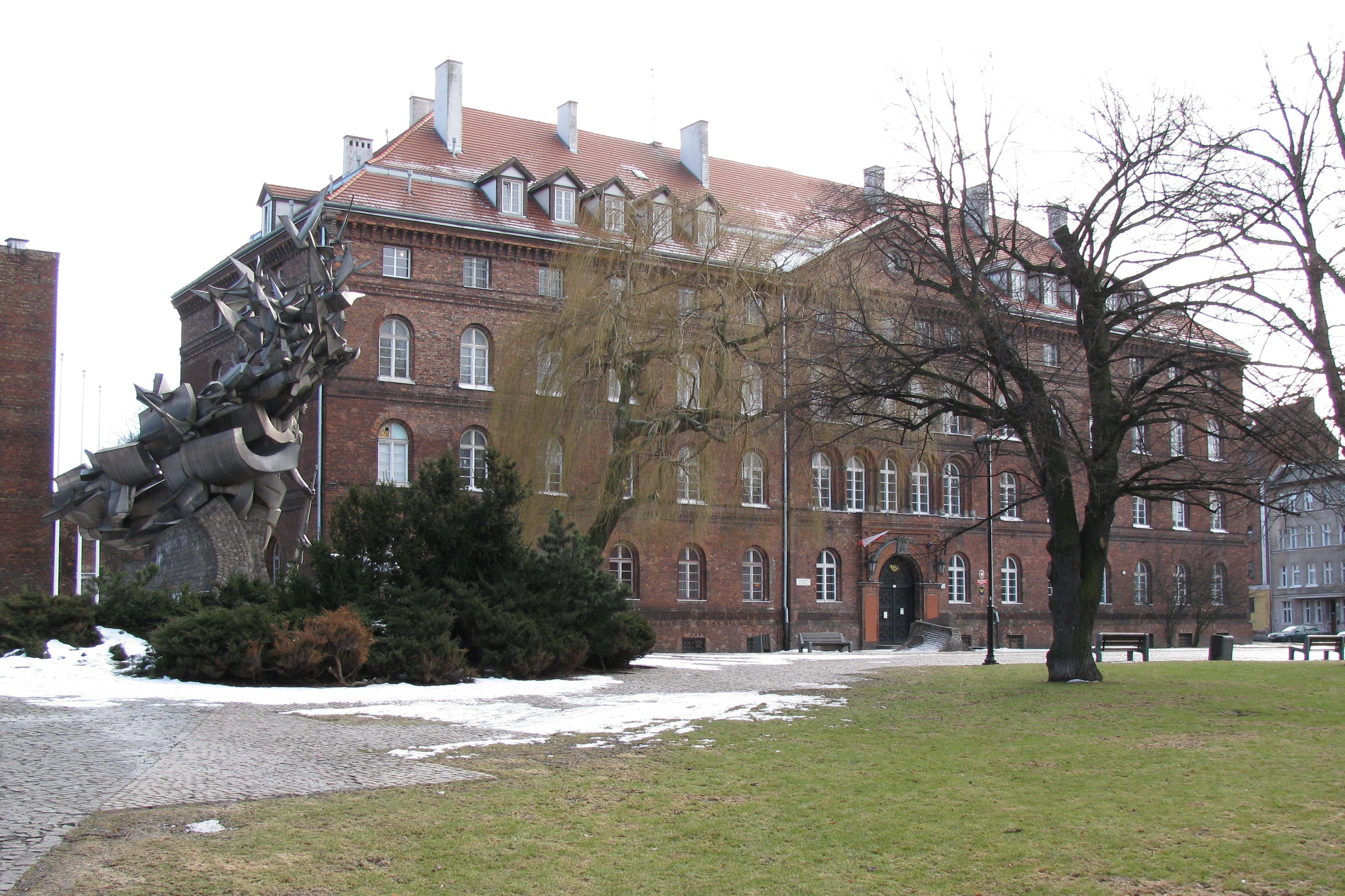
Budynek Poczty Polskiej w 2010 r. – zajęcia szkolne odbywają się na górnych piętrach

W 2005 r. dyrektorem Zespołu Szkół Łączności w Gdańsku został dr hab. inż. Marek Hartman, prof. AM, absolwent Technikum Łączności z 1965 r. Nowy dyrektor dynamicznie przystąpił do realizacji kolejnych zadań, stawiając przede wszystkim na nowoczesność. Rozpoczął wyposażanie laboratoriów i sal praktycznej nauki zawodu w najnowsze pomoce naukowe. Nawiązał także kontakty z gdańskimi uczelniami wyższymi i zakładami przemysłowymi o profilu elektronicznym, widząc w tego rodzaju związkach przyszłość renomowanej szkoły technicznej. Współpraca z lokalnymi firmami, takimi jak: Sprint, Satel, Telkom-Telmor, Simex, Slican, znacząco wpłynęła na rozwój szkoły, która we wrześniu 2011 r. obchodziła jubileusz sześćdziesięciolecia swego istnienia. W lutym 2012 r. profesor Marek Hartman przeszedł na emeryturę, a funkcję dyrektora ZSŁ objął z dniem 1 marca 2012 r. Zbigniew Domański. Po jego rezygnacji w tym samym roku, w wyniku kolejnego konkursu, wyłoniono nowego dyrektora naczelnego, mgr inż. Jadwigę Piechowiak. Pierwsza kobieta na stanowisku dyrektora szkoły, absolwentka Technikum Łączności (1979 r.), kontynuowała politykę swoich poprzedników, dążąc do dalszego unowocześniania oraz wzbogacania bazy i oferty szkoły, m.in. poprzez współpracę z organizacjami czy z lokalnymi przedsiębiorstwami. Od 1 września 2022 funkcję dyrektora pełni dr inż. Wojciech Władziński.

## Absolwenci
- prof. Andrzej Czyżewski[4]
- prof. Józef Woźniak[5]
- prof. Marek Hartman(inne języki)
- prof. Teresa Miszkin
- dr Zbigniew Canowiecki
- Sławomir Siezieniewski
- Rafał Zaorski

## Kierunki[1]
Technikum nr 4 (Technikum Łączności) kształci w zawodach:
- technik informatyk – trzy klasy pod patronatem firm: APLITT, KAINOS, SEVENET, DGT, NORTHVOLT, Winncom Technologies
- technik programista – klasa pod patronatem firm: APLITT, KAINOS, SEVENET, DGT, AspireSystem, NORTHVOLT, Winncom Technologies
- technik automatyk – klasa pod patronatem firm: ORLEN SERVICE, Emerson, Endress & Hauser, KES MACHINE, NORTHVOLT oraz Politechniki Gdańskiej
- technik elektronik – klasa pod patronatem firm: SATEL, ASSEL, TELEKOM-TELMOR, BIALL, TK CHOPIN, DAREKON, NORTHVOLT oraz Politechniki Gdańskiej
- technik robotyk – klasa pod patronatem firm: APISystems, ASTOR, KES MACHINE, NOWA TEPRO, Tepro, NORTHVOLT, Yaskawa oraz Politechniki Gdańskiej
- technik teleinformatyk – dwie klasy pod patronatem firm: INTEL, SEVENET, SLICAN, DGT, SPRINT, PALO ALTO, SSD, PLATAN, NORTHVOLT, Winncom Technologies oraz Uniwersytetu Morskiego w Gdyni.

## Strój szkolny
Technikum Łączności w Gdańsku jest szkołą mundurową. Na co dzień uczniowie podczas zajęć są zobowiązani do noszenia stroju szkolnego składającego się z koszuli, ciemnogranatowej marynarki z logo szkoły oraz krawatu wg określonego wzoru. W okresie letnim dopuszczone jest noszenie białej lub niebieskiej koszuli z krótkim rękawem z logo szkoły.

## Rankingi
Technikum nr 4 w Zespole Szkół Łączności zajęło w 2011 r. 18. miejsce w ogólnopolskim rankingu techników sporządzonym przez „Perspektywy”. Jest to najwyżej notowana szkoła techniczna w Gdańsku, zaś druga w województwie pomorskim. Przez twórców rankingu uwzględniane były osiągnięcia w olimpiadach przedmiotowych i technicznych, wyniki egzaminów maturalnych i opinia w środowisku akademickim.
W 2024 r. gdańskie Technikum Łączności zajęło 21. miejsce w ogólnopolskim rankingu „Perspektyw” oraz pierwsze miejsce w województwie pomorskim.